# 弗鲁尼斯
弗鲁尼斯（西班牙語：Frúniz）是西班牙巴斯克自治区比斯开省的一个市镇。总面积6平方公里，总人口347人（2001年），人口密度58人/平方公里。